# Strathfield
Strathfield är en region i Australien. Den ligger i delstaten New South Wales, i den sydöstra delen av landet, omkring 13 kilometer väster om delstatshuvudstaden Sydney. Antalet invånare är 38 358. Arean är 14,1 kvadratkilometer.
Följande samhällen finns i Strathfield:
- Homebush
- Strathfield South

Runt Strathfield är det i huvudsak tätbebyggt. Runt Strathfield är det mycket tätbefolkat, med 3 895 invånare per kvadratkilometer. Genomsnittlig årsnederbörd är 1 380 millimeter. Den regnigaste månaden är februari, med i genomsnitt 200 mm nederbörd, och den torraste är juli, med 36 mm nederbörd.